# 夏に抱かれて
「夏に抱かれて」（なつにだかれて）は、1979年5月8日にリリースされた岩崎宏美の17枚目のシングル。

## 解説
これまでのシングルでは、阿久悠、筒美京平のどちらかが携わっていたが、この曲では初めてどちらも関わっていない（A面のみ）。
1979年5月25日発売の3枚組ベスト・アルバム『宏美』にも収録された。
フジテレビ系列「夜のヒットスタジオ」出演時（1979年7月23日）、セットの木々に載るオウムを怖がっていた影響で、岩崎は同曲の歌唱中思わず「キャー!!」と悲鳴を上げてしまうハプニングが発生した。
なお、中森明菜が、岩崎自身も歌手デビューのきっかけとなった日本テレビ系『スター誕生!』の本選初挑戦時（当時中学2年生）に歌唱した楽曲でもある。

## 収録曲
1. 夏に抱かれて（4分43秒）
作詞：山上路夫／作曲・編曲：馬飼野康二
2. ラブ・アラベスク（4分9秒）
作詞：阿木燿子／作曲・編曲：筒美京平